# Juan Campodónico
Juan Campodónico (1971, Montevidéu) é um músico, compositor, produtor musical e DJ uruguaio.
Nos anos 1990 o músico desempenhou um importante papel na cena hip hop uruguaia, integrando a banda El Peyote Asesino. Posteriormente, criaria junto com Gustavo Santaolalla, Luciano Supervielle, Verónica Loza e Gabriel Casacuberta o coletivo musical riopratense Bajofondo. Também trabalhou com Jorge Drexler, cantor uruguaio radicado na Espanha, produzindo seus discos Frontera e Eco. Em 2011 Campodónico lança o álbum Campo, originado do projeto musical de mesmo nome, que foi bem recebido pela crítica e lhe rendeu indicações aos prêmios Grammy Awards e Grammy Latino.

## Biografia
Nascido no Uruguai, Juan Campodónico, ainda com poucos anos de vida, se muda junto com sua família para o México, exilados depois do golpe de estado de 1973. Em 1984 retorna à Montevidéu e começa a integrar diversas bandas de rock e pop, acompanhar cantores nacionais e tocar em grupos covers, também faz música para o teatro, publicidade e até dá aulas de música para ganhar a vida.
Em meados dos anos 90, junta-se a outros músicos e cria a banda El Peyote Asesino, a primeira no Uruguai que fusiona hip hop, rock e grunge. Mas além dos conceitos musicais propostos pelo grupo em seu início, a banda El Peyote Asesino começou a desenvolver uma dimensão própria, plasmando a identidade musical uruguaia em suas canções. A banda teve uma grande aceitação no Uruguai, servindo de influência a outras bandas e alcançando considerável popularidade. O que chamou a atenção do músico Gustavo Santaolalla, um dos profissionais mais importantes do rock latino, produtor de bandas como Divididos, Café Tacuba e Molotov. Santaolalla produz em Los Angeles o segundo disco do El Peyote Asesino, intitulado Terraja, dando-lhes projeção internacional.
A El banda Peyote Asesino se separa quando parecia haver chegado no topo. Então Campodónico encontra refúgio em seu computador – experimentando novos sons e recursos musicais – e na produção musical, trabalhando com diversas bandas uruguaias. Nesta época Jorge Drexler, que se encontrava em Madrid com uma carreira consolidada, o chama para trabalhar em seu novo álbum e Campodónico, juntamente com Carlos Casacuberta (outro ex-integrante do El Peyote Asesino) produzem seu disco Frontera pela Virgin/EMI espanhola, sendo gravado no Uruguai integramente em um computador.
O disco foi recebido pela imprensa espanhola com inúmeros elogios, enfatizando a nova estética sonora de Drexler. A mistura de baladas, ritmos e sensibilidade característicos riopratense junto com toques de música eletrônica e trip hop. Somado à incrível façanha de fazer um álbum profissional somente com um computador doméstico.
Campodónico possui um sólido conhecimento musical e técnico, mas não por isso costuma aplicar fórmulas já existentes em seus trabalhos. Isso o permite colaborar com um grupo pop ou com um cantor, fazendo-lhe remixes, aportando sua visão pessoal, sem desvirtuar a proposta original do artista.
Depois disso Juan Campadónico se junta a Gustavo Santaolalla, Luciano Supervielle e outros músicos para darem vida a um novo projeto musical. Este coletivo de artistas da região do Rio da Prata criam uma proposta baseada na fusão de distintos gêneros da música eletrônica com o tradicional tango. O disco de estreia, Bajofondo Tango Club (2002), ganhou o Grammy Latino de melhor álbum pop instrumental. A canção “Mi Corazón” incluída no disco, foi executada em muitos lugares do mundo, tanto em comerciais, música de fundo de programas televisivos e em seriados. A música “Montserrat” foi usada pela loja de roupas Macy’s. A faixa “Los Tangueros” chegou ao segundo lugar da lista Club Play do canal dance da Billboard nos Estados Unidos.
Outros trabalhos de Campodónico incluem a produção de outro disco do Jorge Drexler, Eco, e o álbum debut de Luciano Supervielle. Também colaborou com mixagens para Tom Jones, Badfellas e participou da produção da trilha sonora do filme Shrek 2.
Em 2006 realiza a direção artística e a produção do disco Raro, do grupo de rock uruguaio El Cuarteto de Nos, nomeado em 2007 ao Grammy Latino. Dessa forma, mantém continua a parceria com a banda e produz o algum seguinte, Bipolar, no qual se desta um melhor som e produção eletrônico que os anteriores.
Explorando sua faceta de DJ, lança o álbum Campo (2011), mesmo nome do projeto musical. O disco é bem recebido pela crítica e chega a ser indicado ao prêmios Grammy Awards em 2013, na categoria melhor álbum latino de rock, urbano ou alternativo, e ao Grammy Latino na categoria melhor canção alternativa. O álbum foi produzido pelo próprio músico em parceira com Gustavo Santaolalla, a primeira música de divulgação foi "La Marcha Tropical" contou com a participação da sueca Ellen Arkbro (do grupo Adam & Alma). O disco saiu à venda no dia 10 de novembro de 2011.